# Ctenomys australis
Ctenomys australis là một loài động vật có vú trong họ Ctenomyidae, bộ Gặm nhấm. Loài này được Rusconi mô tả năm 1934.